# جزم أبيض الحاجب
جزم أبيض الحاجب (الاسم العلمي: Carpodacus thura) (بالإنجليزية: White-browed Rosefinch)‏ هو نوع من الطيور يتبع جنس الجزم من فصيلة الشرشوريات.